# Villardebelle
Villardebelle  (en catalan et occitan Vilardebèla, du Roman Villaris de Bella) est une commune française, située dans le centre du département de l'Aude en région Occitanie.
Sur le plan historique et culturel, la commune fait partie du massif des Corbières, un chaos calcaire formant la transition entre le Massif central et les Pyrénées. Exposée à un climat océanique altéré, elle est drainée par le Lauquet, le ruisseau de Guinet et par divers autres petits cours d'eau. La commune possède un patrimoine naturel remarquable : un site Natura 2000 (les « hautes Corbières ») et deux zones naturelles d'intérêt écologique, faunistique et floristique.
Villardebelle est une commune rurale qui compte 61 habitants en 2022, après avoir connu un pic de population de 430 habitants en 1841. Elle fait partie de l'aire d'attraction de Limoux. Ses habitants sont appelés les Villardebellois ou  Villardebelloises.

## Géographie

### Localisation
La commune est située dans les hautes Corbières non loin du Lauquet. Elle s'élève en amphithéâtre dans un vallon, entouré de hautes montagnes boisées, sur la route de Limoux à Mouthoumet. Une source abondante naît sur la commune. Elle comprend aussi d’importantes carrières de marbre et de pierres.
Le paysage est souligné par le travail de l’homme pour l’élevage ovin et bovin, et la production de fourrages.
|                  | Caunette-sur-Lauquet |         |
| Belcastel-et-Buc | Villardebelle        | Bouisse |
| Missègre         | Valmigère            |         |

### Hydrographie
La commune est dans la région hydrographique « Côtiers méditerranéens », au sein du bassin hydrographique Rhône-Méditerranée-Corse. Elle est drainée par le Lauquet, le ruisseau de Guinet, le ruisseau Coumo Escuro, le ruisseau de Labit et le ruisseau de la Pouzanque, qui constituent un réseau hydrographique de 6 km de longueur totale,.
Le Lauquet, d'une longueur totale de 36,3 km, prend sa source dans la commune de Bouisse et s'écoule vers le nord. Il traverse la commune et se jette dans l'Aude à Couffoulens, après avoir traversé 10 communes.
Le ruisseau de Guinet, d'une longueur totale de 11,8 km, prend sa source dans la commune de Missègre et s'écoule vers l'ouest puis se réoriente au nord. Il traverse la commune et se jette dans le Lauquet à Clermont-sur-Lauquet, après avoir traversé 7 communes.

### Climat
Pour des articles plus généraux, voir Climat de l'Occitanie et Climat de l'Aude.
En 2010, le climat de la commune est de type climat océanique altéré, selon une étude s'appuyant sur une série de données couvrant la période 1971-2000. En 2020, Météo-France publie une typologie des climats de la France métropolitaine dans laquelle la commune est dans une zone de transition entre le climat océanique altéré et le climat de montagne ou de marges de montagne et est dans une zone de transition entre les régions climatiques « Aquitaine, Gascogne » et « Pyrénées orientales ».
Pour la période 1971-2000, la température annuelle moyenne est de 12 °C, avec une amplitude thermique annuelle de 15,1 °C. Le cumul annuel moyen de précipitations est de 976 mm, avec 10,2 jours de précipitations en janvier et 5,1 jours en juillet. Pour la période 1991-2020, la température moyenne annuelle observée sur la station météorologique la plus proche, située sur la commune d'Arquettes-en-Val à 13 km à vol d'oiseau, est de 14,3 °C et le cumul annuel moyen de précipitations est de 820,2 mm,. Pour l'avenir, les paramètres climatiques de la commune estimés pour 2050 selon différents scénarios d'émission de gaz à effet de serre sont consultables sur un site dédié publié par Météo-France en novembre 2022.

### Milieux naturels et biodiversité

#### Réseau Natura 2000

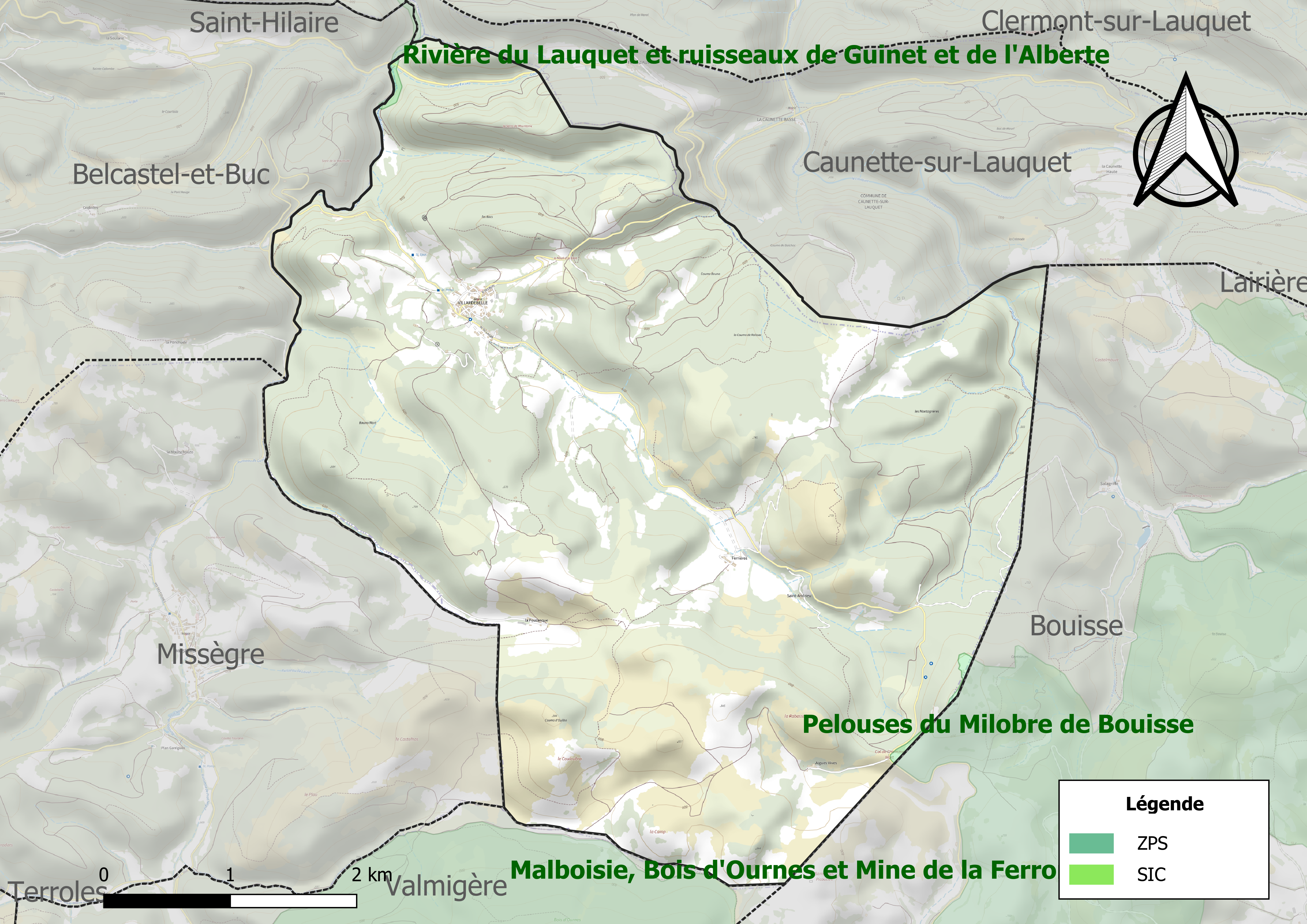
Sites Natura 2000 sur le territoire communal.

Le réseau Natura 2000 est un réseau écologique européen de sites naturels d'intérêt écologique élaboré à partir des directives habitats et oiseaux, constitué de zones spéciales de conservation (ZSC) et de zones de protection spéciale (ZPS).
Un site Natura 2000 a été défini sur la commune au titre  de la directive oiseaux : les « hautes Corbières », d'une superficie de 28 398 ha, accueillant une avifaune riche et diversifiée : rapaces tels que les Busards, l'Aigle Royal, le Circaète Jean-le-Blanc, qui trouvent sur place des conditions favorables à la nidification et à leur alimentation du fait de l'importance des milieux ouverts.

#### Zones naturelles d'intérêt écologique, faunistique et floristique
L’inventaire des zones naturelles d'intérêt écologique, faunistique et floristique (ZNIEFF) a pour objectif de réaliser une couverture des zones les plus intéressantes sur le plan écologique, essentiellement dans la perspective d’améliorer la connaissance du patrimoine naturel national et de fournir aux différents décideurs un outil d’aide à la prise en compte de l’environnement dans l’aménagement du territoire.
Une ZNIEFF de type 1 est recensée sur la commune :
la « rivière du Lauquet et ruisseaux de Guinet et de l'Alberte » (115 ha), couvrant 6 communes du département et une ZNIEFF de type 2, : 
les « Corbières occidentales » (59 005 ha), couvrant 66 communes du département.

Carte des ZNIEFF de type 1 et 2 à Villardebelle.
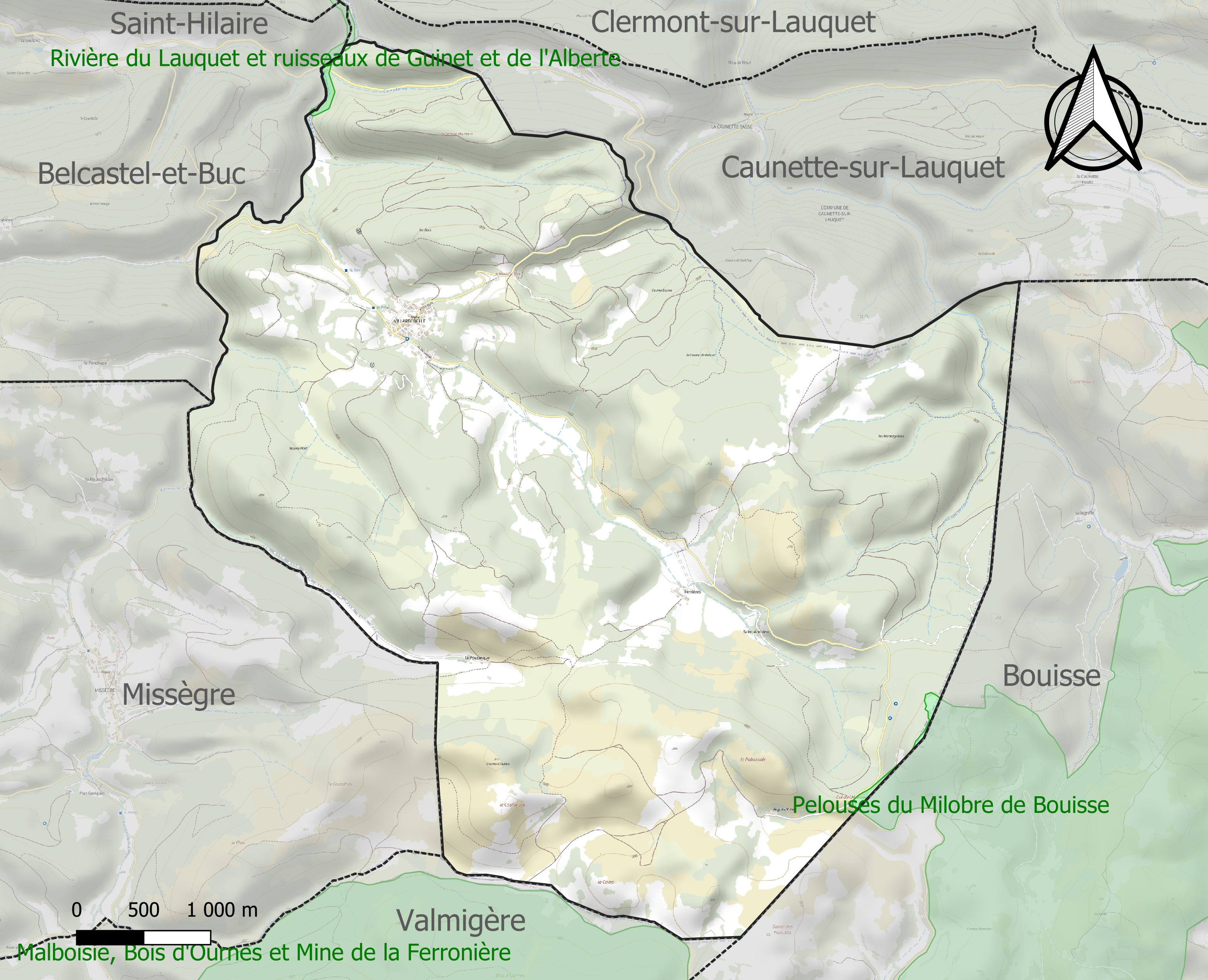
Carte de la ZNIEFF de type 1 sur la commune.
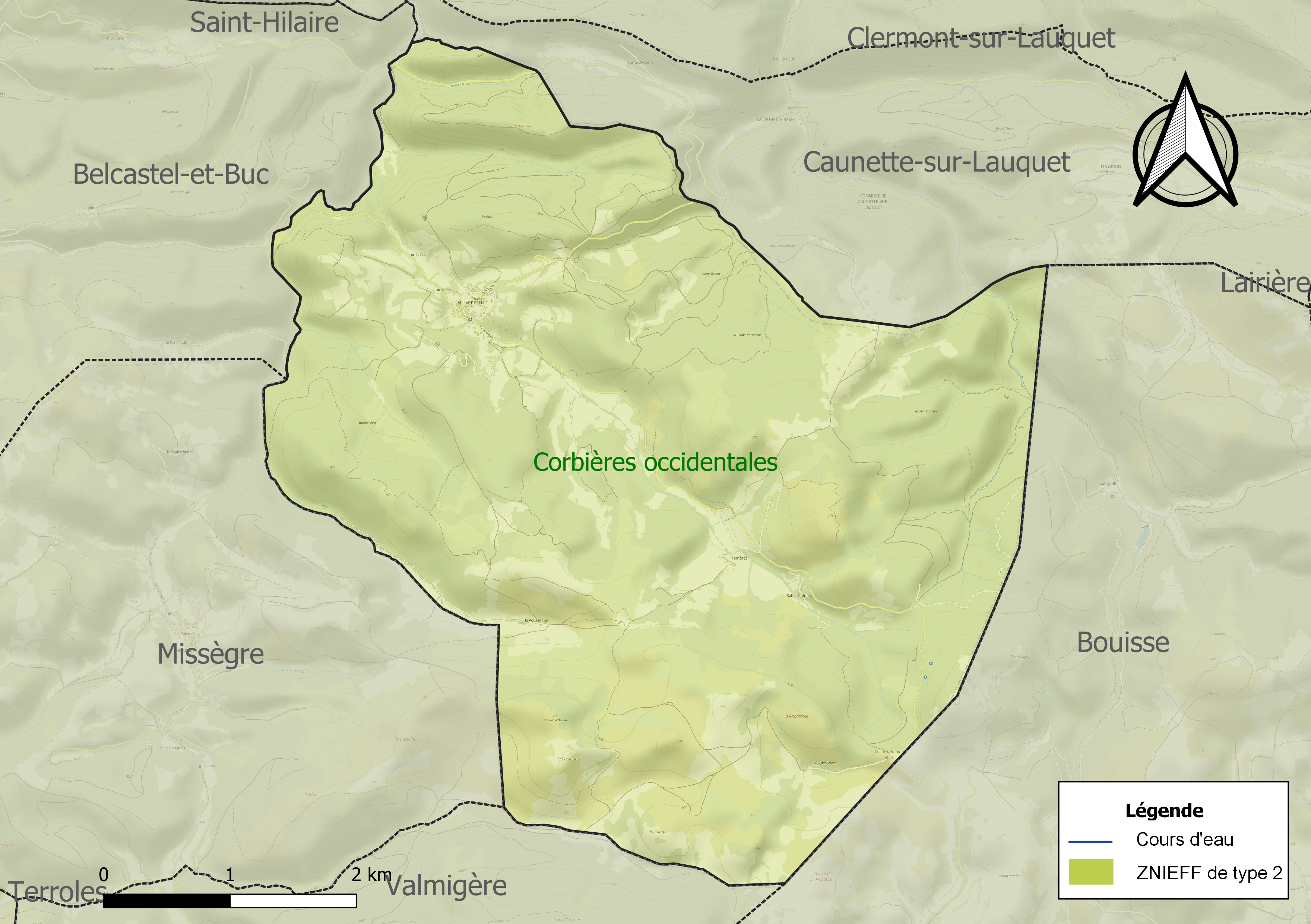
Carte de la ZNIEFF de type 2 sur la commune.

## Urbanisme

### Typologie
Au 1er janvier 2024, Villardebelle est catégorisée commune rurale à habitat très dispersé, selon la nouvelle grille communale de densité à 7 niveaux définie par l'Insee en 2022.
Elle est située hors unité urbaine. Par ailleurs la commune fait partie de l'aire d'attraction de Limoux, dont elle est une commune de la couronne,. Cette aire, qui regroupe 39 communes, est catégorisée dans les aires de moins de 50 000 habitants,.

### Occupation des sols
L'occupation des sols de la commune, telle qu'elle ressort de la base de données européenne d’occupation biophysique des sols Corine Land Cover (CLC), est marquée par l'importance des forêts et milieux semi-naturels (80,4 % en 2018), en augmentation par rapport à 1990 (77,2 %). La répartition détaillée en 2018 est la suivante : 
forêts (59 %), milieux à végétation arbustive et/ou herbacée (21,4 %), prairies (12,3 %), zones agricoles hétérogènes (7,3 %). L'évolution de l’occupation des sols de la commune et de ses infrastructures peut être observée sur les différentes représentations cartographiques du territoire : la carte de Cassini (XVIIIe siècle), la carte d'état-major (1820-1866) et les cartes ou photos aériennes de l'IGN pour la période actuelle (1950 à aujourd'hui).

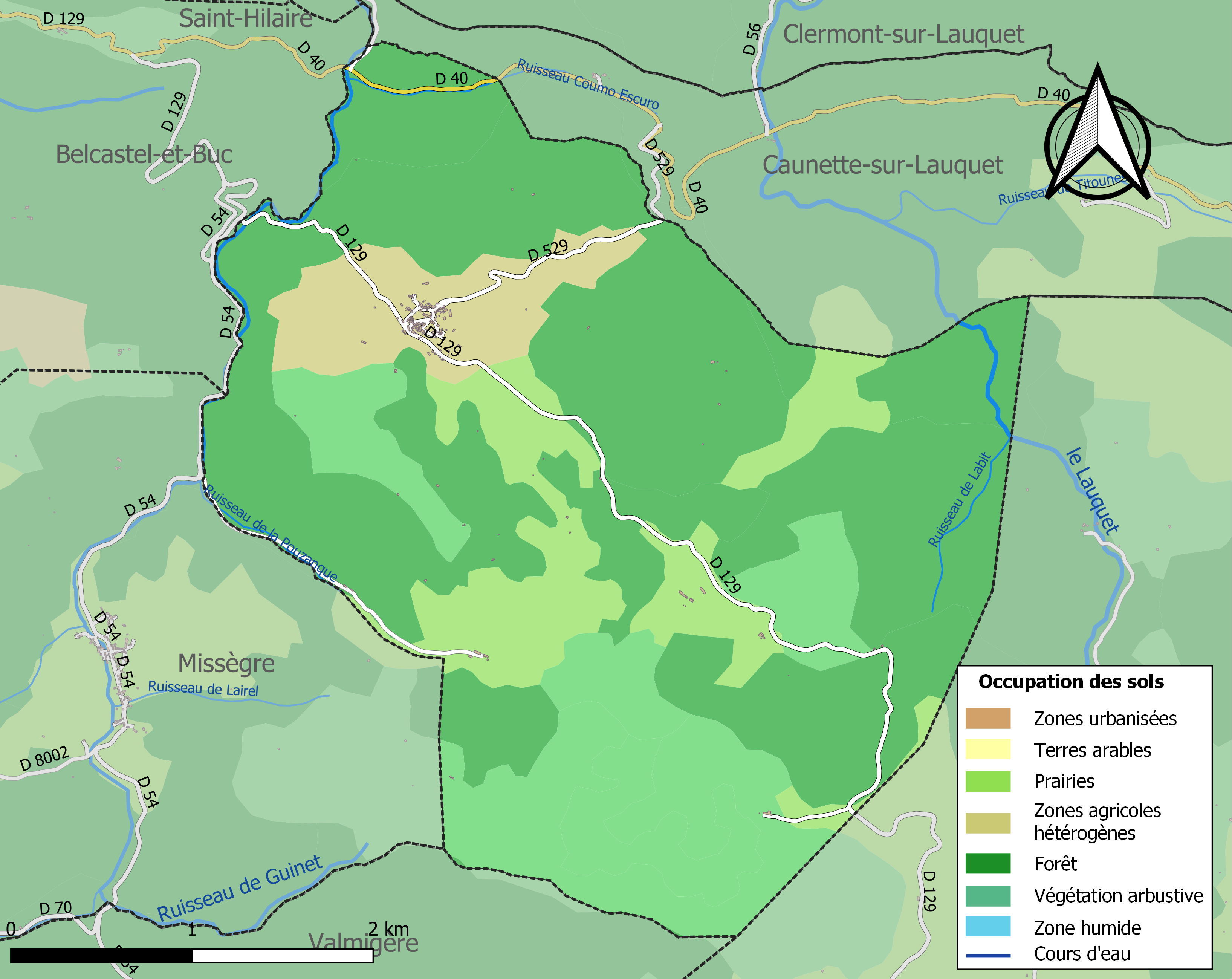
Carte des infrastructures et de l'occupation des sols de la commune en 2018 (CLC).

### Logement
En 2021, le nombre total de logements dans la commune était de 79, alors qu'il était de 72 en 2015 et de 74 en 2010.
Parmi ces logements, 36,3 % étaient des résidences principales, 61,1 % des résidences secondaires et 2,5 % des logements vacants. Ces logements étaient pour 97,4 % d'entre eux des maisons individuelles et pour 1,3 % des appartements.
Le tableau ci-dessous présente la typologie des logements à Villardebelle en 2021 en comparaison avec celles de l'Aude et de la France entière. Une caractéristique marquante du parc de logements est ainsi une proportion de résidences secondaires et logements occasionnels (61,1 %) supérieure à celle du département (25,3 %) et à celle de la France entière (9,7 %). Concernant le statut d'occupation des résidences principales, 70,4 % des habitants de la commune sont propriétaires de leur logement (82,8 % en 2015), contre 62,1 % pour l'Aude et 57,5 pour la France entière.
| Typologie                                               | Villardebelle | Aude | France entière |
| ------------------------------------------------------- | ------------- | ---- | -------------- |
| Résidences principales (en %)                           | 36,3          | 66,6 | 82,1           |
| Résidences secondaires et logements occasionnels (en %) | 61,1          | 25,3 | 9,7            |
| Logements vacants (en %)                                | 2,5           | 8,1  | 8,1            |

### Risques majeurs
Le territoire de la commune de Villardebelle est vulnérable à différents aléas naturels : météorologiques (tempête, orage, neige, grand froid, canicule ou sécheresse), feux de forêts et séisme (sismicité faible). Il est également exposé à un risque particulier : le risque de radon. Un site publié par le BRGM permet d'évaluer simplement et rapidement les risques d'un bien localisé soit par son adresse soit par le numéro de sa parcelle.

#### Risques naturels

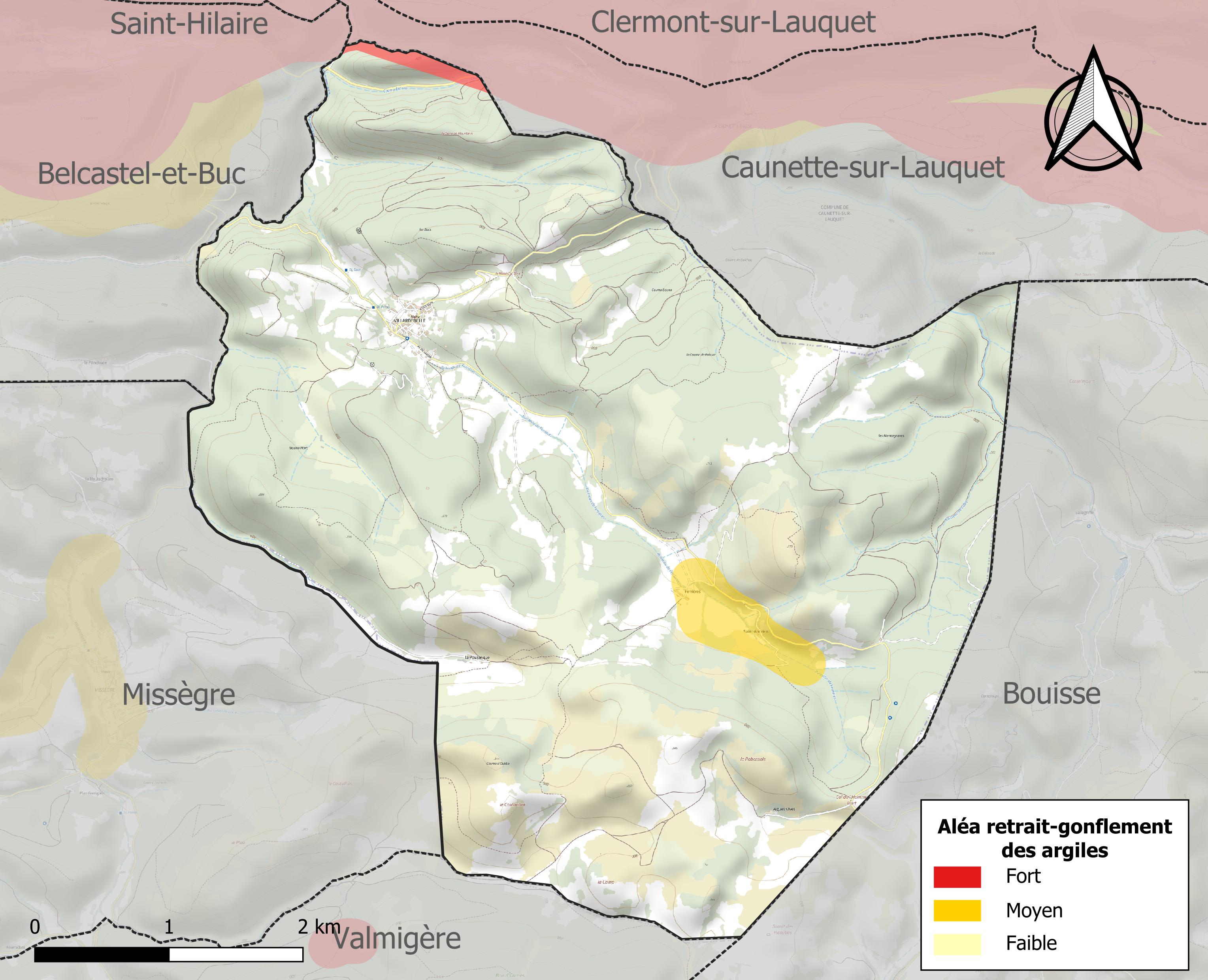
Carte des zones d'aléa retrait-gonflement des sols argileux de Villardebelle.

Le retrait-gonflement des sols argileux est susceptible d'engendrer des dommages importants aux bâtiments en cas d’alternance de périodes de sécheresse et de pluie. 2,6 % de la superficie communale est en aléa moyen ou fort (75,2 % au niveau départemental et 48,5 % au niveau national). Sur les 76 bâtiments dénombrés sur la commune en 2019, 3 sont en aléa moyen ou fort, soit 4 %, à comparer aux 94 % au niveau départemental et 54 % au niveau national. Une cartographie de l'exposition du territoire national au retrait gonflement des sols argileux est disponible sur le site du BRGM,.

#### Risque particulier
Dans plusieurs parties du territoire national, le radon, accumulé dans certains logements ou autres locaux, peut constituer une source significative d’exposition de la population aux rayonnements ionisants. Certaines communes du département sont concernées par le risque radon à un niveau plus ou moins élevé. Selon la classification de 2018, la commune de Villardebelle est classée en zone 3, à savoir zone à potentiel radon significatif.

## Histoire
Le premier document faisant mention de Villaris de Bella est une bulle de Calixte II de 1120 confirmant des possessions du monastère de Saint-Hilaire.
À la Révolution, Villardebelle était chef-lieu de canton de l'arrondissement de Limoux. Le 8 pluviôse an X, le canton de Villardebelle est supprimé. La commune de Villardebelle est rattachée au canton de Couiza.
Par décret du 5 juillet 1846, la commune de Villardebelle est ensuite rattachée au canton de Saint-Hilaire, avant de l'être au canton de la Région Limouxine par le redécoupage de 2014.

## Politique et administration

### Liste des maires
| Période                                  | Période   | Identité          | Étiquette | Qualité |
| ---------------------------------------- | --------- | ----------------- | --------- | ------- |
| mars 1959                                | mars 1971 | Hubert Mouly      | DVD       | Avocat  |
| mars 2001                                | En cours  | Marguerite Falcou | PS        |         |
| Les données manquantes sont à compléter. |           |                   |           |         |

## Population et société

### Démographie

#### Évolution démographique
L'évolution du nombre d'habitants est connue à travers les recensements de la population effectués dans la commune depuis 1793. Pour les communes de moins de 10 000 habitants, une enquête de recensement portant sur toute la population est réalisée tous les cinq ans, les populations de référence des années intermédiaires étant quant à elles estimées par interpolation ou extrapolation. Pour la commune, le premier recensement exhaustif entrant dans le cadre du nouveau dispositif a été réalisé en 2008.

En 2022, la commune comptait 61 habitants, en évolution de +19,61 % par rapport à 2016 (Aude : +2,65 %, France hors Mayotte : +2,11 %).
| 1793 | 1800 | 1806 | 1821 | 1831 | 1836 | 1841 | 1846 | 1851 |
| ---- | ---- | ---- | ---- | ---- | ---- | ---- | ---- | ---- |
| 340  | 410  | 393  | 403  | 426  | 422  | 430  | 384  | 386  |

| 1856 | 1861 | 1866 | 1872 | 1876 | 1881 | 1886 | 1891 | 1896 |
| ---- | ---- | ---- | ---- | ---- | ---- | ---- | ---- | ---- |
| 60   | 358  | 354  | 310  | 316  | 330  | 325  | 291  | 252  |

| 1901 | 1906 | 1911 | 1921 | 1926 | 1931 | 1936 | 1946 | 1954 |
| ---- | ---- | ---- | ---- | ---- | ---- | ---- | ---- | ---- |
| 220  | 215  | 189  | 151  | 155  | 146  | 139  | 159  | 155  |

| 1962 | 1968 | 1975 | 1982 | 1990 | 1999 | 2006 | 2008 | 2013 |
| ---- | ---- | ---- | ---- | ---- | ---- | ---- | ---- | ---- |
| 136  | 101  | 84   | 64   | 61   | 74   | 71   | 70   | 54   |

| 2018 | 2022 | - | - | - | - | - | - | - |
| ---- | ---- | - | - | - | - | - | - | - |
| 54   | 61   | - | - | - | - | - | - | - |

#### Pyramide des âges
La population de la commune est relativement âgée. En 2021, le taux de personnes d'un âge inférieur à 30 ans s'élève à 20,4 %, soit un taux inférieur à la moyenne départementale (29,5 %). Le taux de personnes d'un âge supérieur à 60 ans (44,5 %) est supérieur au taux départemental (33,9 %).
En 2021, la commune comptait 30 hommes pour 26 femmes, soit un taux de 53,57 % d'hommes, supérieur au taux départemental (48,1 %).
Les pyramides des âges de la commune et du département s'établissent comme suit :
| Hommes | Classe d’âge | Femmes |
| ------ | ------------ | ------ |
| 0      | 90 ou +      | 0      |
| 10,3   | 75-89 ans    | 8      |
| 34,5   | 60-74 ans    | 36     |
| 17,2   | 45-59 ans    | 24     |
| 13,8   | 30-44 ans    | 16     |
| 6,9    | 15-29 ans    | 4      |
| 17,2   | 0-14 ans     | 12     |

| Hommes | Classe d’âge | Femmes |
| ------ | ------------ | ------ |
| 1      | 90 ou +      | 2,4    |
| 9,5    | 75-89 ans    | 11,8   |
| 21,2   | 60-74 ans    | 21,7   |
| 20,4   | 45-59 ans    | 20,3   |
| 16,3   | 30-44 ans    | 16,1   |
| 14,9   | 15-29 ans    | 13,1   |
| 16,6   | 0-14 ans     | 14,7   |

## Économie

### Emploi
| Division       | 2008   | 2013   | 2018   |
| -------------- | ------ | ------ | ------ |
| Commune        | 12,2 % | 3,7 %  | 14,3 % |
| Département    | 10,2 % | 12,8 % | 12,6 % |
| France entière | 8,3 %  | 10 %   | 10 %   |

En 2018, la population âgée de 15 à 64 ans s'élève à 28 personnes, parmi lesquelles on compte 85,7 % d'actifs (71,4 % ayant un emploi et 14,3 % de chômeurs) et 14,3 % d'inactifs,. Depuis 2008, le taux de chômage communal (au sens du recensement) des 15-64 ans est supérieur à celui de la France et du département.
La commune fait partie de la couronne de l'aire d'attraction de Limoux, du fait qu'au moins 15 % des actifs travaillent dans le pôle,. Elle compte 9 emplois en 2018, contre 11 en 2013 et 10 en 2008. Le nombre d'actifs ayant un emploi résidant dans la commune est de 21, soit un indicateur de concentration d'emploi de 42,9 % et un taux d'activité parmi les 15 ans ou plus de 54,3 %.
Sur ces 21 actifs de 15 ans ou plus ayant un emploi, 8 travaillent dans la commune, soit 38 % des habitants. Pour se rendre au travail, 85,7 % des habitants utilisent un véhicule personnel ou de fonction à quatre roues, 4,8 % s'y rendent en deux-roues, à vélo ou à pied et 9,5 % n'ont pas besoin de transport (travail au domicile).

### Activités hors agriculture
3 établissements sont implantés  à Villardebelle au 31 décembre 2019.
Le secteur des activités spécialisées, scientifiques et techniques et des activités de services administratifs et de soutien est prépondérant sur la commune puisqu'il représente 33,3 % du nombre total d'établissements de la commune (1 sur les 3 entreprises implantées  à Villardebelle), contre 13,3 % au niveau départemental.

### Agriculture
|               | 1988 | 2000 | 2010 | 2020 |
| ------------- | ---- | ---- | ---- | ---- |
| Exploitations | 5    | 7    | 4    | 5    |
| SAU (ha)      | 386  | 539  | 367  | 371  |

La commune est dans le Pays de Sault, une petite région agricole occupant le sud-ouest du département de l'Aude, également dénommée localement « Pyrénées centrales et pays de Sault ». En 2020, l'orientation technico-économique de l'agriculture  sur la commune est l'élevage d'ovins ou de caprins. Cinq exploitations agricoles ayant leur siège dans la commune sont dénombrées lors du recensement agricole de 2020 (cinq en 1988). La superficie agricole utilisée est de 371 ha,,.

## Culture locale et patrimoine

### Lieux et monuments

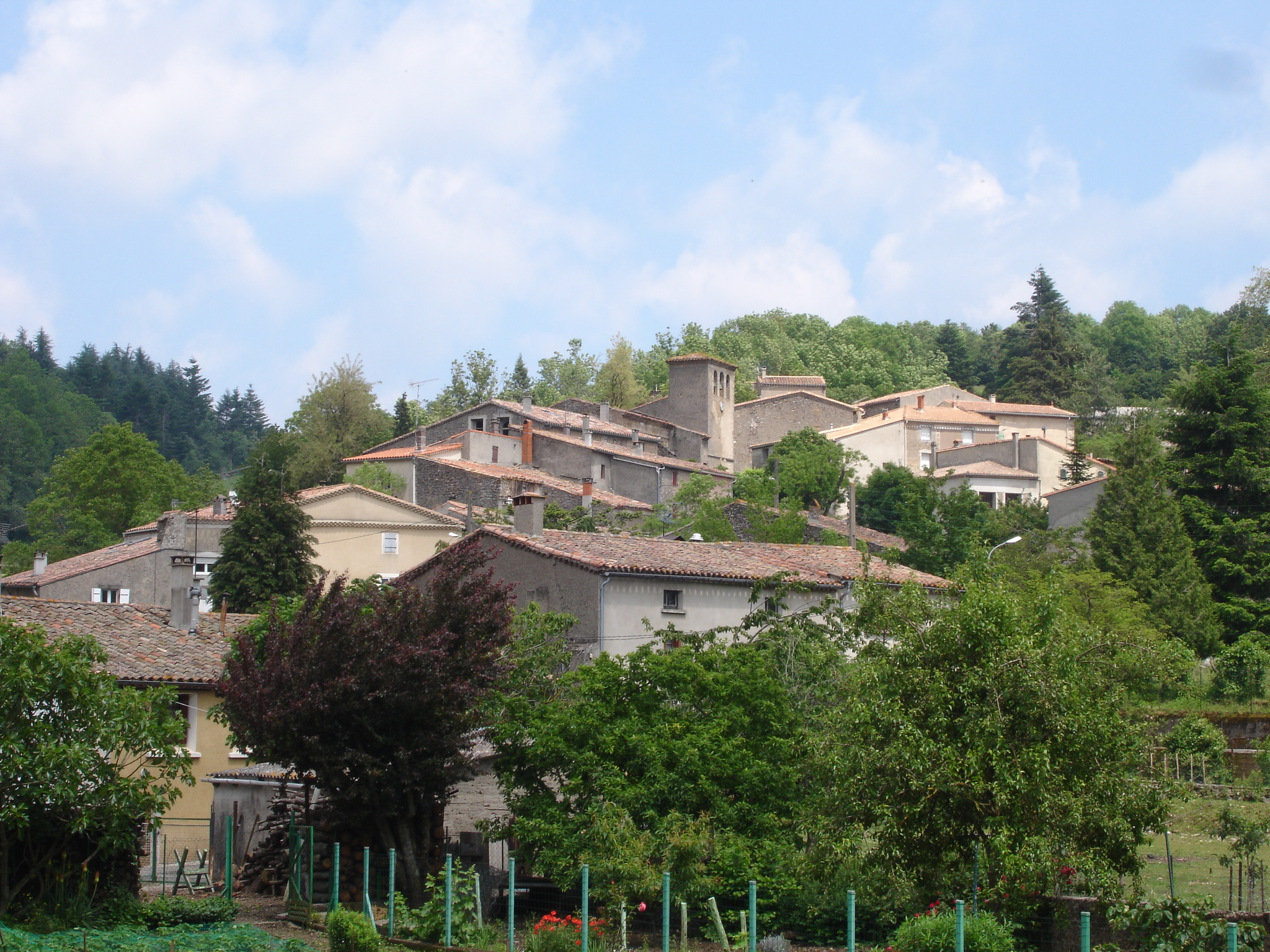
Vue panoramique du village.
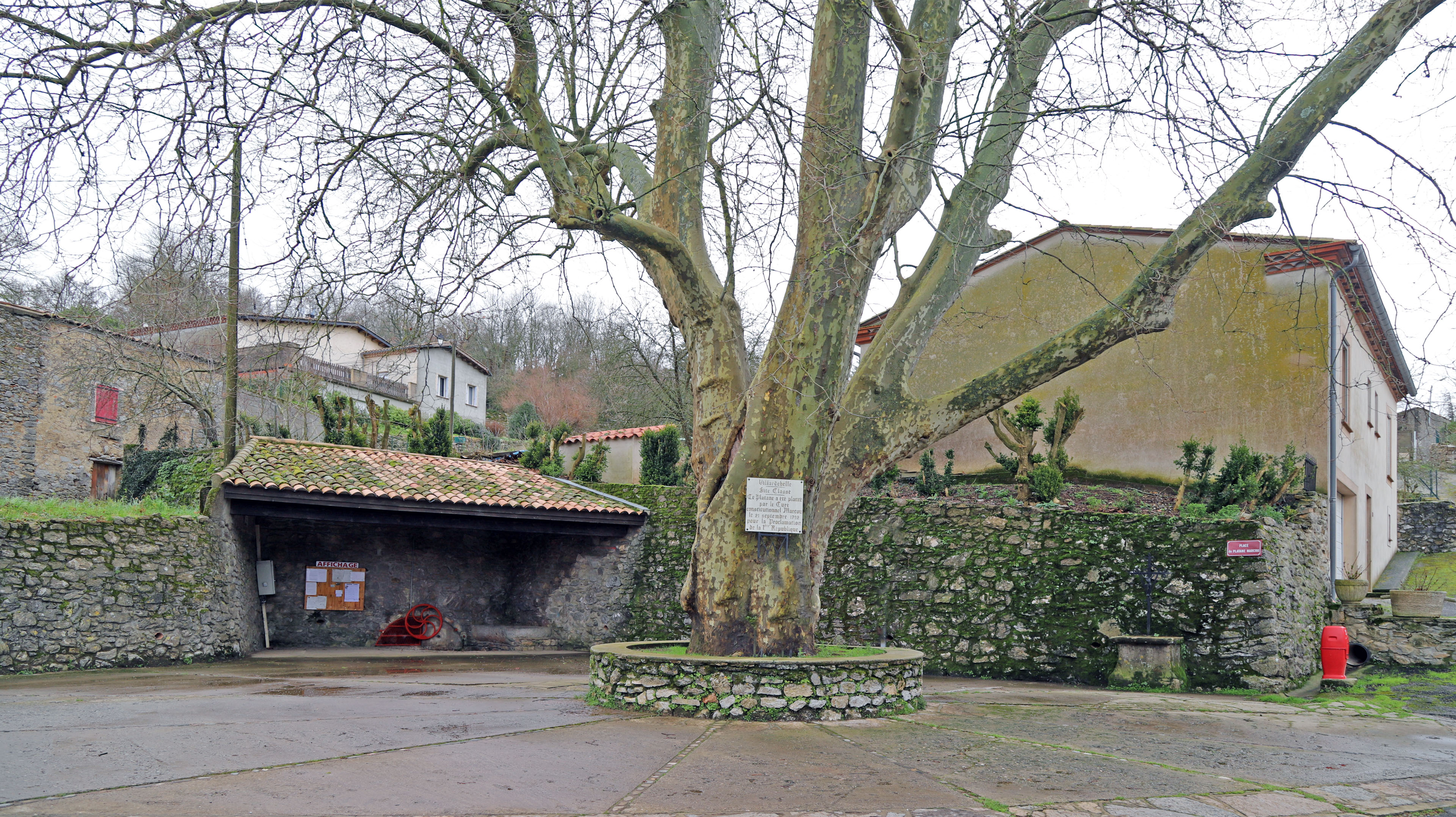
L'arbre de la Liberté (1792).
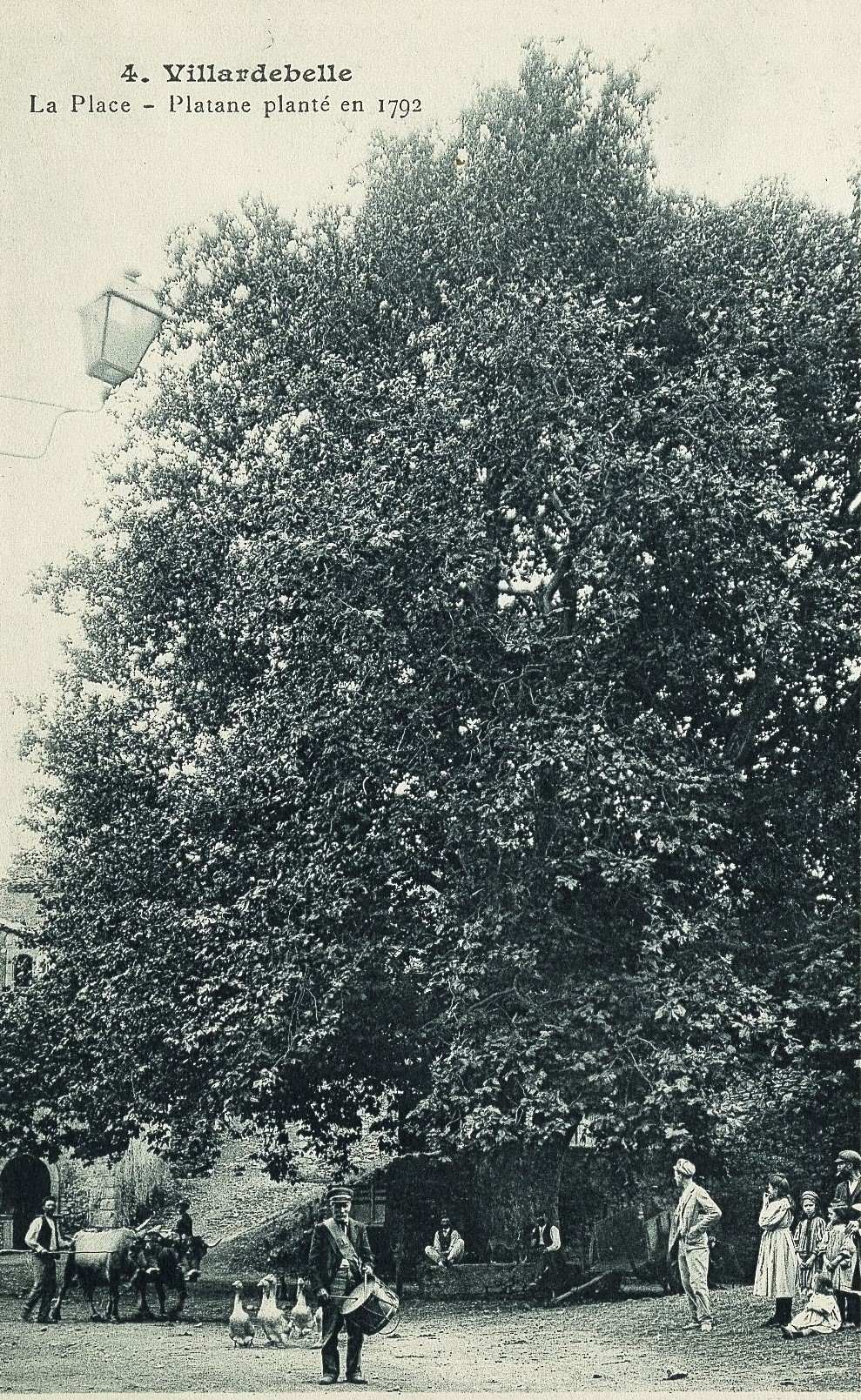
L'arbre de la Liberté vers 1900.
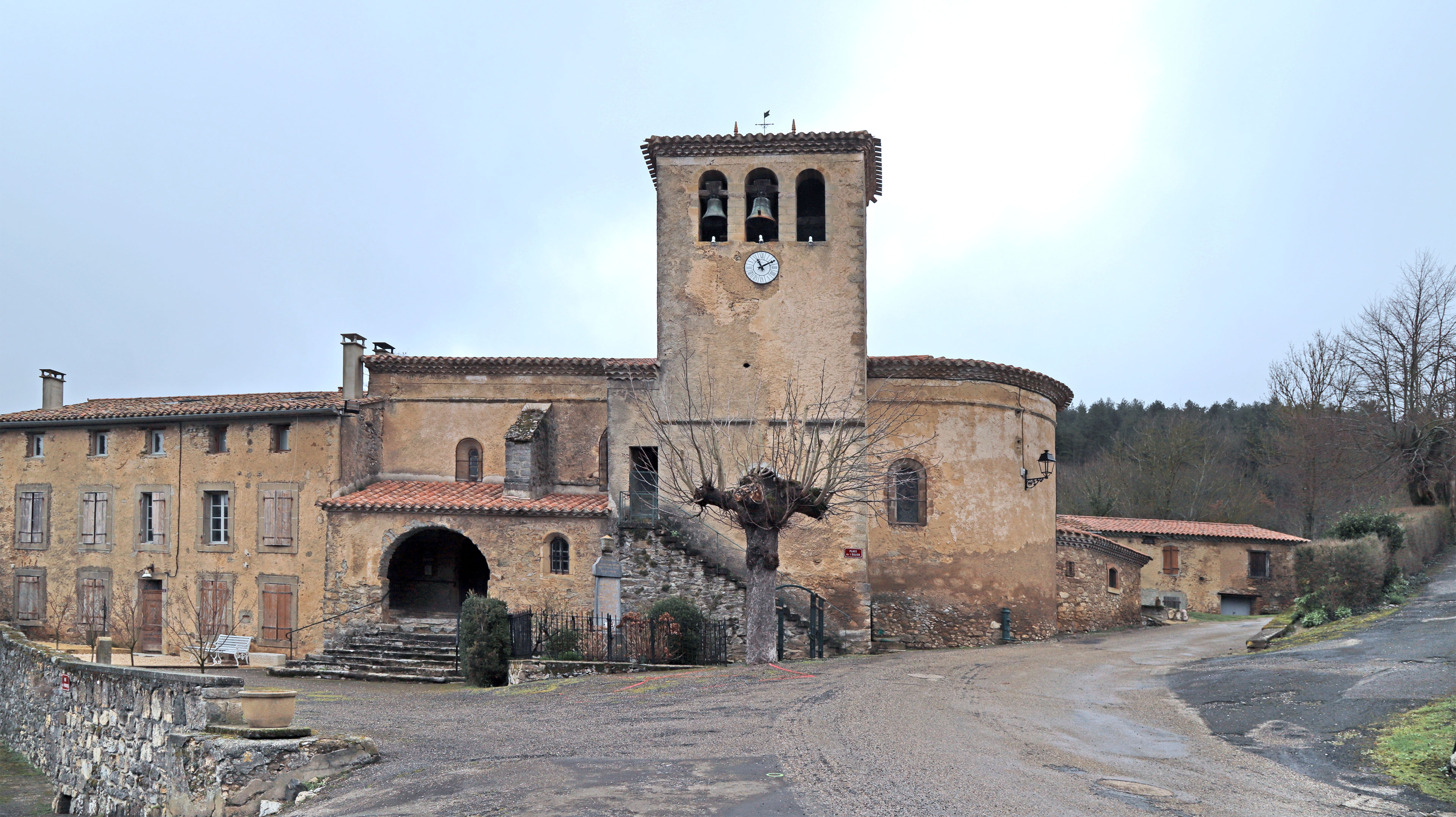
Église de Villardebelle.
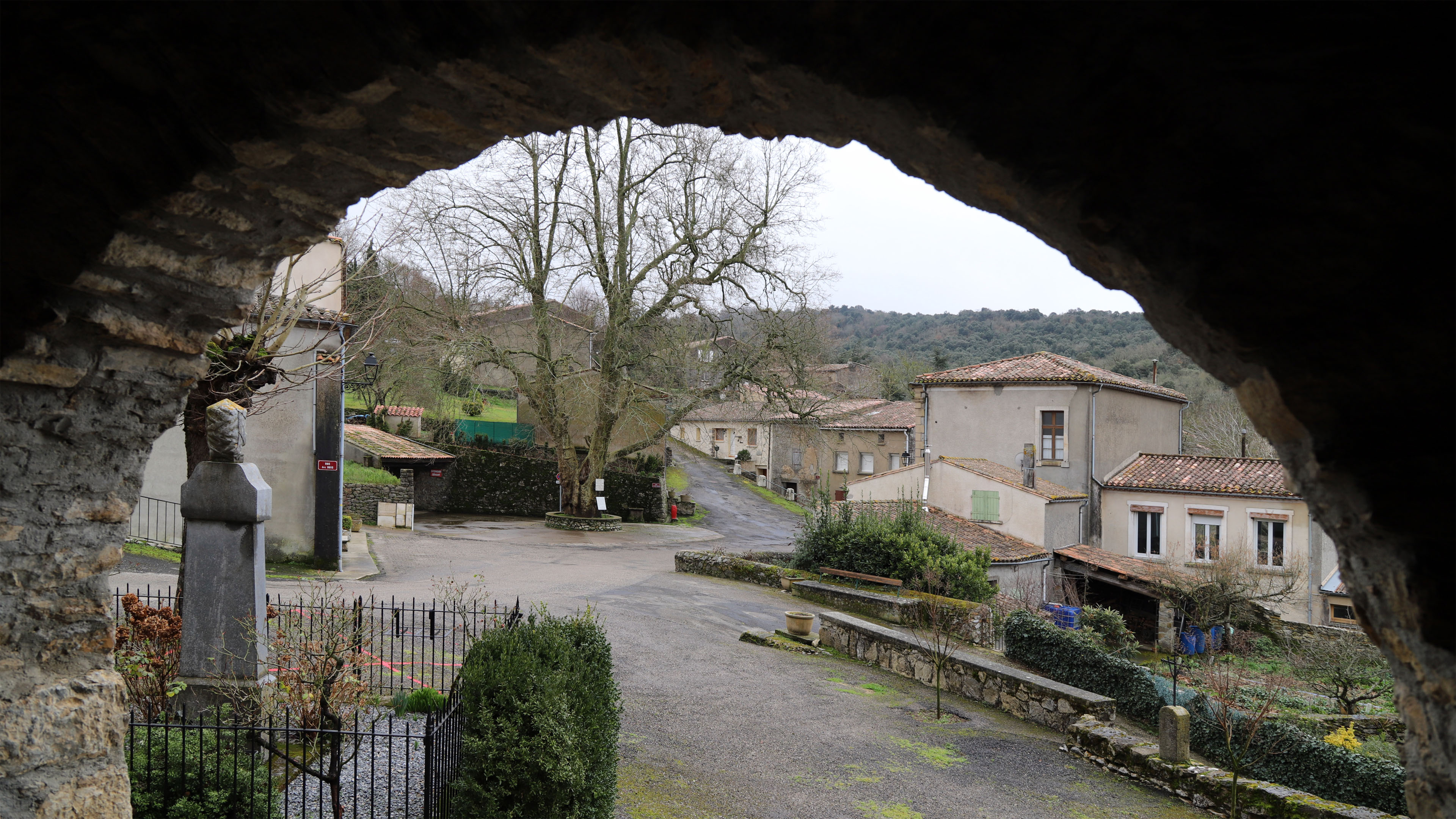
Vue près de l'église.

#### Églisede la Sainte-Vierge de Villardebelle
Elle remonte à l'époque romane, au XIIe siècle. Elle fut remaniée aux XIIIe siècle et XIVe siècles. Primitivement placée sous l'invocation de saint Blaise et de saint Roch, elle est actuellement sous celle de l'Assomption de Marie.
Elle comprend deux chapelles latérales. Des tombeaux se trouvent dans la nef, en avant de l'appui de communion, du côté de l'Évangile. Une pierre de forme carré est fixée dans le sol vers le milieu de la nef. Cette pierre indique la place où, en 1873, mourut subitement M. le curé Bonnail, qui avait été nommé en 1820.
Une pierre tombale reste sans inscription, à l'entrée de l'église : c'est la sépulture de l'abbé Hilaire décédé en 1795. L'ancien cimetière se trouvait autrefois en avant de l'église, sous le clocher.

#### Le platane républicain
Ce beau platane fut planté en 1792 sur la place du village.
Un dimanche de septembre 1792 les habitants de Villardebelle, assemblés sur la place publique, virent venir à eux leur curé constitutionnel, M. Marcou, coiffé d'un bonnet phrygien, porteur du drapeau tricolore et d'un jeune arbuste. Arrivé au milieu d'eux, le curé Marcou leur annonça que la Première République française venait d'être proclamée, et les invita à planter un arbre pour commémorer cet évènement. L'arbuste fut aussitôt planté.
Ce platane étend aujourd'hui ses rameaux sur toute la place.
Le platane est classé au titre des sites naturels depuis 1937

#### Mairie
La mairie étant aussi l'école communale, est un bâtiment de la place publique construit en 1884.

### Personnalités liées à la commune
- Hubert Mouly avocat, et maire de Narbonne et 12 ans à Villardebelle.

### Héraldique
| Blason de Villardebelle | Blason  | De gueules au pal bretessé d'or.                 |
| Blason de Villardebelle | Détails | Le statut officiel du blason reste à déterminer. |